# Poprawka
Poprawka (ukr. Поправка) – wieś na Ukrainie, w obwodzie kijowskim, w rejonie białocerkiewskim, w hromadzie Mała Wilszanka. W 2024 liczyła 439 mieszkańców.